# Ramb II
Le Ramb II était un navire bananier rapide italien, de la classe Ramb, utilisé pendant la Seconde Guerre mondiale comme croiseur auxiliaire de la Regia Marina, et comme transport par la Marine impériale japonaise.

## Contexte et construction
Dans la seconde moitié des années 1930, le ministère des Colonies du royaume d'Italie, ayant besoin de transporter des bananes produites en Somalie, alors colonie italienne, vers l'Italie métropolitaine, commande quatre navires ayant une autonomie suffisante pour effectuer le voyage de Mogadiscio à Naples sans arrêts intermédiaires et à pleine charge. Sur la base de ces besoins, quatre navires frigorifiques sont construits pour être exploités par la Regia Azienda Monopolio Banane (RAMB, basée à Rome), deux dans le chantier naval Cantieri Riuniti dell'Adriatico (CRDA) de Monfalcone, dont le Ramb II, et deux dans le chantier naval Ansaldo de Gênes - Sestri Ponente. Construit entre octobre 1936 et décembre 1937 (numéro de construction 1181, numéro de montage 317, numéro d'achèvement 277), le Ramb II est enregistré sous le numéro 2169 au Compartimento Marittimo de Gênes où il subit la visite de première classe en septembre 1937.
Navires de taille moyenne mais très modernes pour l'époque, les quatre RAMB, équipés de quatre cales et de quinze portiques de chargement (douze de cinq tonnes, un de 30 à l'avant, un de 15 à l'arrière et un de 1 500 kg pour le moteur), peuvent embarquer 2 418 tonnes de marchandises, ainsi que douze passagers, dont deux dans des appartements de luxe avec chambre, salon et salle de bains et dix dans des dortoirs à deux lits, dont un avec salle de bains, tandis que pour les autres il y a une salle de bains tous les deux dortoirs. Le navire est également équipé d'un pont réservé exclusivement aux passagers (distinct de ceux de l'équipage), d'une salle à manger avec vue sur tous les côtés sauf la poupe, et de deux vérandas vitrées pour les fumeurs. Les logements des passagers sont également climatisés. Pour les passagers de l'équipage, il y avait deux canots de sauvetage, d'une capacité de cent personnes.

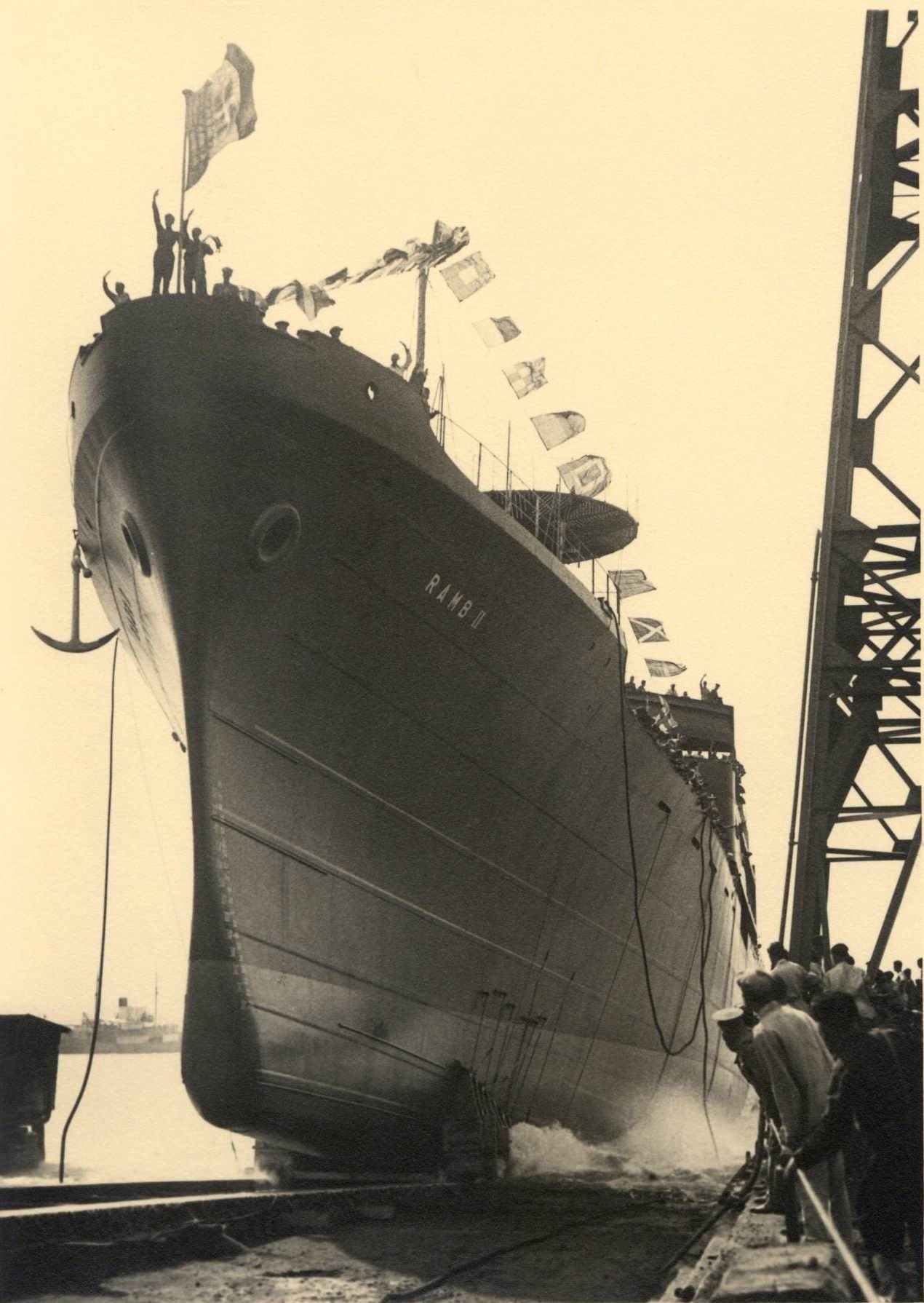
Lancement du Ramb II à Monfalcone (1937).

Conçu, comme les autres, par l'ingénieur Luigi Barberis, major général des ingénieurs de la marine, le Ramb I, d'un tonnage brut de 3 685,32 (ou 3 676) tonneaux de jauge brute et d'un tonnage net de 2 190,08 tonneaux, atteint une vitesse de 18,50 nœuds (30 km/h) lors des essais (la vitesse de croisière est de 17 nœuds (31 km/h)). La coque, en acier, avec une proue arrondie et une poupe de croiseur, est divisée en sept compartiments par six cloisons étanches transversales, avec un pont et 647 mètres cubes de double fond continu. Il y a trois réservoirs (avant, huile centrale et arrière) avec des capacités respectives de 37, 213 et 71 mètres cubes. Le navire a un pont principal, un pont de superstructure complet avec un gaillard d'arrière et des roufs au milieu du navire, un gaillard d'arrière de 16,33 mètres à l'avant et un gaillard d'arrière à l'arrière. Le profil du navire était caractérisé par deux mâts de charge (un à l'avant et un à l'arrière) et une cheminée au milieu du navire. Les chaînes d'ancrage ont un diamètre de 52 mm.
Le système de propulsion est constitué de deux moteurs diesel Sulzer à deux temps et sept cylindres, d'un diamètre de 560 mm et d'une course de 840 mm, qui consomment 40,9 kg de naphte par mille nautique à une vitesse de 17 milles nautiques (31 km/h) (y compris le naphte consommé par les générateurs), ou 165 grammes de naphte par cheval-vapeur par heure (y compris les moteurs auxiliaires) : cette consommation est extrêmement faible. Le Ramb II, en particulier, fait preuve d'une consommation de carburant particulièrement faible, inférieure à 37,8 kg par kilomètre. Lors des essais contractuels, le navire a navigué à 18,5 nœuds (34 km/h) pendant six heures ; lors d'essais ultérieurs avec une cargaison de mille tonnes, il est même atteint la vitesse de 21 nœuds (39 km/h).
Selon la législation antérieure, dès la construction des unités, la possibilité de les transformer en croiseurs auxiliaires est prévue, avec quatre canons de 120/40 mm sur le pont. Les matériaux pour la militarisation des navires sont stockés à Massaoua pour deux unités et à Naples pour les deux autres.
Pendant les deux années de paix au cours desquelles il a opéré, le Ramb II est utilisé pour transporter des bananes de Somalie à Venise, Naples et Gênes, transportant divers types de marchandises vers la Somalie lors des voyages aller,, et touchant également des ports en Érythrée et dans le sud-ouest de l'Europe. Dans la soirée du 7 août 1938, un dimanche, le navire à moteur, alors qu'il est amarré dans le port de Trieste, a un grave accident: l'explosion, à bord, d'un mélange gazeux cause la mort de huit ouvriers. En mémoire des victimes de cet accident, une rue de Trieste a été dédiée aux huit morts (via Caduti della Ramb).

## La Seconde Guerre mondiale

### Service pour la Regia Marina jusqu'à l'armistice
Le 10 juin 1940, date de l'entrée de l'Italie dans la Seconde Guerre mondiale, le seul des quatre navires à se trouver en Méditerranée est le Ramb III', tandis que les trois autres se trouvent en mer Rouge, donc sans aucune possibilité de liaison avec le continent. Le Ramb II, tout comme les Ramb I et IV, se trouve à Massaoua, en Érythrée, où il est mis à la disposition du commandement naval italien d'Afrique de l'Est (Comando Navale Africa Orientale Italiana).
Déjà un mois avant la déclaration de guerre, le 9 avril 1940, le Ramb II avait été réquisitionné, à Massaoua, par la Regia Marina et ensuite inscrit sur la liste de la Marine auxiliaire de l'État (probablement en juin 1940) comme croiseur auxiliaire (ainsi que le Ramb I, tandis que le IV, initialement inutilisé - probablement en raison du fait que les équipements envoyés à Massaoua, comme mentionné ci-dessus, sont destinés à deux navires seulement, tandis que ceux des deux autres se trouvent à Naples -, est ensuite transformé en navire-hôpital), étant armé de quatre canons de 120/45 mm et de deux (ou six) mitrailleuses de 13,2 mm, (la transformation est effectuée à Massaoua).
Pendant les opérations militaires en Afrique de l'Est italienne, le Ramb II est inactif à Massaoua, inséré dans la flottille de la mer Rouge.
Le début de l'opération Compass en Afrique du Nord et la défaite des troupes italiennes à Sidi Barrani, entre le 9 et le 12 décembre 1940, marquent définitivement l'impossibilité pour les troupes italiennes en Libye de rejoindre l'Afrique orientale italienne à temps pour briser son encerclement, car il est prévu que les stocks de carburant de cette possession soient épuisés en juin 1941,. En prévision de la chute future et inévitable de cette colonie, il est prévu de faire partir d'Érythrée les quelques navires disposant d'une autonomie suffisante pour affronter les longues traversées vers l'Extrême-Orient ou la France occupée, et de détruire tous les autres navires pour éviter d'être capturés.
Les unités capables d'effectuer une traversée océanique en violation du blocus ennemi sont les navires marchands India et Himalaya, le navire à vapeur Piave, le navire colonial Eritrea et les navires-jumeaux (sister ships) Ramb I et Ramb II, ainsi que les sous-marins Perla, Guglielmotti, Archimede et Galileo Ferraris. Toutes ces unités sont parties entre février et mars 1941, avec des destinations et des destins différents (les sous-marins atteignent Bordeaux en France, le India et le Piave sont contraints d'abandonner le voyage et de retourner à Assab, tandis que le Himalaya atteint l'Amérique du Sud, d'où il rejoint a ensuite Bordeaux).
En particulier, le Ramb I, le Ramb II et le Eritrea quittent Massaoua vers le 20 février 1941, à peu de temps d'intervalle, avec pour destination respectivement Nagasaki (pour les deux croiseurs auxiliaires) et Kōbe (pour le Eritrea), dans le Japon neutre et ami (d'où l'on pense alors utiliser ces navires comme navires corsaires, usage auquel la Kriegsmarine a affecté avec succès plusieurs croiseurs auxiliaires). Le Ramb II quitte Massaoua le 22 février, sous le commandement du capitaine de corvette (capitano di corvetta) Pasquale Mazzella,. Après leur départ de Massaoua, les trois unités traversent d'abord le détroit de Perim (en évitant la surveillance exercée par les unités de la Royal Navy et les avions de la Royal Air Force basés à Aden et Socotra), puis le détroit de Bab-el-Mandeb et le golfe d'Aden, avant de passer entre le cap Guardafui et Ras Hafun et d'entrer dans l'océan Indien. Bien camouflés, les trois navires italiens n'ont pas de problèmes particuliers, à part quelques observations sporadiques, qui sont rapidement évitées. Dans les premiers jours de mars, le Ramb II transite au sud des Maldives, continuant à se diriger vers le sud-est, tandis qu'entre le 10 et le 15 du mois, il traverse les eaux indonésiennes, passant d'abord au nord-ouest de Timor, puis se dirigeant vers le nord et traversant le détroit des Moluques, puis se dirigeant vers le nord-est, en direction du Japon.
Le 18 mars, cependant, le Ramb II et le Eritrea (le Ramb I est coulé au large des Maldives le 27 février, après un combat inégal contre le croiseur léger HMNZS Leander), qui naviguent en Extrême-Orient, reçoivent une dépêche radio de l'ambassade d'Italie à Tokyo. La communication explique que le Japon, encore neutre, ne peut pas laisser entrer dans ses ports des navires de guerre appartenant à des États belligérants: il faut donc un prétexte. Le Eritrea peut obtenir une autorisation temporaire pour rejoindre Kobe en exigeant quelques travaux sur le bloc moteur. Pour le Ramb II, un ancien navire marchand, l'opération est plus simple: sous la direction du commandant Mazzella et du premier officier Scotto di Perta, les canons et les mitrailleuses sont retirés et cachés dans les cales, tandis que leurs emplacements sont dissimulés en les recouvrant de contreplaqué. Le navire est rebaptisé Calitea II et change également de Comptimento Marittimo (compartiment maritime) d'enregistrement, qui de Gênes devient Trieste,. Le 21 mars, alors que la navigation touche à sa fin et que le navire se dirige vers Nagasaki, un nouvel ordre est reçu, changeant la destination de Nagasaki à Kobe. Le 23 mars 1941, le Calitea II arrive à Kobe,, s'amarrant à côté du Eritrea, arrivé plus tôt,. Selon d'autres sources, le navire est arrivé à Kobe avec son armement en place, de sorte que le lendemain, 24 mars, il quitte le port japonais en direction des eaux internationales, démantèle son armement puis, dans les 24 heures, revient à Kobe.
Les autorités britanniques, qui, en raison du camouflage et du changement de nom, n'ont pas été en mesure d'identifier le navire, font pression pour qu'il soit forcé de partir sous peine d'internement, mais cette demande est restée lettre morte, car le Calitea II est un navire marchand. Des diplomates et des soldats italiens discutent avec les autorités japonaises de la possibilité d'utiliser le Calitea II comme navire corsaire pour attaquer le trafic britannique dans l'océan Indien, mais cette proposition rejetée résolument par la marine impériale japonaise, de sorte que le navire reste amarré à Kobe. Le projet d'attaquer le trafic ennemi après le ravitaillement en carburant au Japon s'est avéré irréalisable en raison de la neutralité restante du Japon. Déjà au moment de son départ de Massaoua, des travaux de renforcement de l'armement avaient été prévus, avec l'augmentation des canons anti-aériens (13,2 et 20 mm) et l'embarquement d'un (ou deux) canon(s) supplémentaire(s) de 120 mm (ou 152 mm): ces travaux, qui devaient être réalisés à Kobe, n'ont jamais eu lieu, et le Calitea II reste inactif à son poste d'amarrage,.
En mai 1941, le navire est donné en gestion à la Linee Triestine per l'Oriente, basée à Trieste (certaines sources rapportent également le changement de nom, de Ramb II à Calitea II, comme ayant eu lieu en mai 1941 ; d'autres sources donnent ce changement de nom comme ayant eu lieu en septembre 1942,.
Par la suite, le navire à moteur est transféré à Tianjin en Chine, où il se trouve en septembre 1941. Comme les autres navires marchands italiens qui se trouvent dans les ports de Chine et du Japon (navires à moteur Cortellazzo, Fusijama et Pietro Orseolo, vapeurs Carignano', Venezia Giulia et Ada Treves, navire à vapeur Conte Verde), l'unité est visitée, à cette période par l'amiral Carlo Balsamo, attaché naval à Tokyo, qui doit identifier les navires aptes à transporter du caoutchouc naturel (ainsi que d'autres matériaux utiles à l'effort de guerre) de l'Extrême-Orient vers la France occupée, en violant le blocus allié et en traversant deux océans. Seuls trois navires sont considérés comme adaptés (Cortellazzo, Pietro Orseolo et Fusijama), tandis que le Calitea II, bien qu'étant un navire moderne et rapide, est écarté car sa petite taille, compte tenu de la grande quantité d'eau et de carburant à embarquer pour la longue traversée, n'aurait permis d'embarquer qu'une très petite cargaison.
À partir de décembre 1941, le Calitea II, avec un équipage italien, reprend la mer affrété par le gouvernement japonais, transportant des munitions et d'autres charges d'intérêt de guerre vers Bali, Java et Sumatra. Selon d'autres sources, à partir de septembre 1942, le navire à moteur est affrété par la Marine impériale japonaise et subit des travaux au chantier naval Kawasaki Heavy Industries, à la suite desquels les systèmes de réfrigération ont été agrandis.
À partir du 2 novembre 1942, le Calitea II est temporairement utilisé par la Marine japonaise comme navire de stockage pour le district naval de Sasebo. À midi le 30 novembre, le navire part pour Kobe, arrivant à Shanghai à 9 heures, où il prend du personnel supplémentaire pour compléter l'équipage, quittant le port chinois à 13 heures le 10 décembre. Le 18 décembre à la même heure, le navire arrive à Singapour, d'où il appareille le 20 décembre à 14 heures, à destination de Surabaya, où il accoste le 23 à 16 heures. Cinq jours plus tard, le 28 décembre à 15 heures, le navire quitte Surabaya pour Makassar, où il arrive le 30 décembre à 19h43. Le 6 janvier 1943, à 16 heures, le Calitea II quitte Makassar pour Surabaya, où il arrive à 13 heures le 8 janvier, et repart à 10 heures le 17 janvier pour revenir à Makassar, où il arrive à 13h30 le 19 janvier. Le 21 janvier, à 15 heures, le navire quitte Makassar et se dirige vers Kendari, où il arrive à 18 heures le lendemain et repart à 9 heures le 25 janvier. Le 26 janvier à 10h30, le navire arrive à Ambon, il quitte Ambon à 8 heures le 28 janvier pour se rendre à Ampenam (Indonésie), y arrivant à 10h15 le 31 janvier et repartant à 13h00 le 12 février. Le lendemain, à 15 heures, l'unité accoste à Malassar, d'où elle part le 17 février à 12h30, à destination de Balikpapan, où elle arrive le lendemain à 17 heures. Le 21 février à 7 heures, le Calitea II quitte Balikpapan pour l'île indonésienne de Tarakan, où il arrive le lendemain à 18 heures, repart à 17h30 le 24 février et retourne à Makassar, où il arrive le 27 à 11 heures. Le 4 mars à 16 heures, le navire quitte Makassar et le 6 mars à 17 heures, il arrive à Surabaya, où le 15 mars il charge une cargaison de viande crue et salée provenant du transport auxiliaire japonais Shira Maru. Le lendemain matin, à neuf heures, l'unité quitte Surabaya pour Makassar, où elle arrive deux jours plus tard, à 13h30. Le 21 mars à 10h30, le Calitea II quitte Makassar pour Kendari, où il arrive à 18h30 le lendemain, et repart à 14h30 le 23 mars. Le 24 mars à 17 heures, le navire accoste à Ambon, repart le lendemain matin à 7 heures, et arrive à Babo le 26 à 17h30. Le 30 mars, le navire quitte Babo à 6h30, arrive à Manokwari le 1er avril à 9h30, et repart le 7 à 6h30. Le 8 avril à 14h30, le navire est arrivé à Hollandia, où il embarque 346 passagers et est reparti le 11 à 21 heures, à destination de Manokwari, où il arrive le 13 avril à 11h30. Il arrive à Matoua à 15h04 le 15 avril, débarque les 346 passagers et repart à 20h00. Le 17 avril, le Calitea II débarque à Ambon, et trois jours plus tard, à 16h30, il arrive à Surabaya, d'où il repart le 29 avril à 9h. Le 1er mai, à 17h30, le navire atteint Balikpapan, qu'il quitte à 7h00 le 9 mai pour Makassar, où il arrive le lendemain à 15h30. Trois jours plus tard, à 13h30, le navire quitte Makassar et retourne à Surabaya, où il arrive à 16h15 le 15 mai. À neuf heures le 21 mai, l'unité quitte Surabaya pour Ampenan, où elle arrive à 15 heures le 22 mai et d'où il repart à neuf heures le 27, pour revenir à Surabaya à 15h30 le lendemain. Le 3 juin à midi, le navire quitte Surabaya pour Ambon, où il arrive le 7 juin à 13h00, pour repartir le 8 juin à 7h00. Le 10 juin, à une heure de l'après-midi, le navire arrive à Kokas, il repart à onze heures du soir et arrive à Sorong (Papouasie) à deux heures de l'après-midi du jour suivant. A six heures de l'après-midi du 12 juin, le navire reprend la mer et à deux heures et demie de l'après-midi du 17 juin, il arrive à Balikpapan, d'où il repart à huit heures de l'après-midi du 24 juin, en direction de Surabaya, et arrive à quatre heures de l'après-midi du 26 juin. Le 2 juillet à 11 heures, l'unité quitte à nouveau Surabaya et se dirige vers Ampenan, où elle arrive le lendemain à 18 heures et d'où elle repart le 8 juillet à 7h50. Elle arrive à Surabaya le 9 juillet à 14 heures et repart le 3 août à 16 heures. Le 6 août, à 18 heures, le navire accoste à Singapour, et repart le 11 août à 9 heures. Deux jours plus tard, à 14 h 30, le Calitea II arrive à Saigon, d'où il repart à 17h40. Arrivé à Keelung (Kirun) à 7h30 le 18 août, le navire repart à 18h le même jour, pour finalement arriver à Kobe le 24 août pour des réparations.
Lors de la proclamation de l'armistice (Armistice de Cassibile), le 8 septembre 1943, le Calitea II est encore en service à Kobe, où il doit recevoir une inspection administrative du capitaine de vaisseau (capitano di vascello) Giuseppe Prelli, commandant du Comando Superiore Navale in Estremo Oriente, (CSNEO) (Prelli a quitté Shanghai par avion le 7 septembre, à destination de Tokyo, en compagnie du commissaire-major Benenti, chef du service administratif du CSNEO). Le 9 septembre, le commandant de la canonnière Ermanno Carlotto (déployée à Shanghai) et secrétaire du CSNEO, le lieutenant de vaisseau (tenente di vascello) Roberto De Leonardis, envoie au Calitea II et au Eritrea, à la suite d'un ordre supérieur, l'ordre de se rendre aux Alliés ou de se saborder: " Par ordre de Supermarina, les navires italiens qui ne peuvent pas atteindre les ports anglais ou américains doivent se saborder immédiatement alt Pertitas Galletti "». Dès qu'il reçoit le télégramme codé, comme le commandant en second et le directeur des ingénieurs se trouvaient au chantier naval pour parler des travaux en cours (un autre officier, le lieutenant d'ingénieurs navals Lise, détaché d'Érythrée, se trouvait sur un navire japonais en route pour Shanghai, où il arrive le 10 septembre et est immédiatement arrêté), le commandant Mazzella confie au lieutenant d'ingénieurs navals Giordano le soin de descendre les embarcations de sauvetage et d'ouvrir les vannes Kingston pour couler le navire . L'opération, dirigée par Giordano assisté du lieutenant des ingénieurs de la marine Ernesto Saxida, est exécutée avec une grande rapidité pour empêcher la réaction du personnel japonais (dix soldats et une centaine d'ouvriers) qui se trouvait à bord du navire. En raison de la forte inclinaison du navire, le commandant Mazzella, alors qu'il s'apprêtait à embarquer sur le dernier radeau, tombe à bord depuis le pont des lances, subissant des blessures assez graves. Le Calitea II coule lui-même vers onze heures du matin le 9 septembre 1943.
Le personnel du navire, emprisonné avec le reste de l'équipage, subit de dures représailles: le commandant Mazzella et le lieutenant Saxida, en raison de leur état de santé précaire, dû à la malnutrition et aux mauvais traitements, demandent, le 9 février 1944, à rejoindre la République sociale italienne, afin d'améliorer leur situation; les autorités japonaises refusent toutefois. Le lieutenant Saxida, qui est tombé malade de béribéri en raison de la malnutrition en août 1944, décède le 1er juillet 1945 à l'hôpital P.O.W. de Tokyo. L'hôpital Shinagawa de Tokyo, où il a été transféré avec le commandant Mazzella, les autres officiers du Calitea II, le capitaine Prelli et le major Benenti. Le reste de l'équipage du Calitea II (ainsi que le personnel militaire italien restant en Extrême-Orient), après la fin de la guerre et la libération, est rapatrié à bord des navires marchands Marine Falcon (américain) et Sestriere (italien) en janvier-février 1947.

### Service sous le drapeau japonais
Quelques semaines après le naufrage, le Calitea II est renfloué par les japonais comme butin de guerre, et le 3 octobre 1943, il est rebaptisé Ikutagawa Maru, recevant l'indicatif d'appel JXBY. Le 30 novembre 1943, l'unité est enregistrée auprès du district naval de Sasebo en tant que transport auxiliaire, et en décembre, les travaux de réparation sont achevés.
Le 24 décembre 1943 à 10 heures, le Ikutagawa Maru quitte Kobe pour Sasebo, et le 1er janvier 1944, il est affecté à la Flotte combinée et rattaché comme transport auxiliaire (notamment pour les provisions) à la flotte du Sud-Ouest (Nansei Hōmen Kantai). Le 3 janvier à 17 heures, le navire moteur quitte Sasebo et le 7 janvier à 15 heures, il quitte Moji en convoi avec les transports japonais Asuka Maru, Getsuyo Maru, Yahiko Maru, Nikki Maru, Hokoku Maru, Kinrei Maru et Rokko Maru (formant le convoi numéro 127) et sous l'escorte du destroyer Karukaya et du dragueur de mines W 27. Le 10 janvier, le convoi est attaqué à plusieurs reprises, à la position géographique de 27° 32′ N, 127° 25′ E, par le sous-marin américain USS Seawolf, qui coule le Asuka Maru, le Getsuyo Maru et le Yahiko Maru. Deux jours plus tard, les unités survivantes arrivent à Naha (Okinawa), où le destroyer Kuri et un autre dragueur de mines renforcent l'escorte. Le 15 janvier 1944, le Ikutagawa Maru quitte Naha pour Takao, qu'il quitte ensuite le 26 janvier à 17 heures en faisant partie du convoi numéro 788, composé de neuf navires marchands (dont le Hokuan Maru) escortés par la canonnière auxiliaire Peking Maru. Le 30 janvier, le navire arrive à Manille, d'où il se rend à Balikpapan. Le 18 février, à 14h55, il arrive à Takao, tandis que le 23 mars, il arrive à Surabaya. À 15 heures le même jour, l'unité quitte Surabaya en convoi avec un autre navire marchand, le Senko Maru, et avec la protection du navire d'escorte PB 104. Le 24 mars, à sept heures du soir, les navires arrivent à l'île de Laut. Le 17 mai, le Ikutagawa Maru arrive à Ambon, et le lendemain, il arrive à Saloe. Le 19 mai, le navire quitte Little Saloe et arrive à Kendari (Kendari ), tandis que le 22 mai, après avoir quitté Kendari, il arrive à l'embouchure orientale du canal de Tioro. Le 23 mai, le navire reprend la mer et le lendemain, il arrive à l'île de Pulao, puis se rend à Makassar, qu'il quitte le 29 mai pour Surabaya, où il arrive le 31 mai.
Le 10 juin à 10 heures, le navire quitte Surabaya en convoi avec le navire marchand Seia Maru et l'escorte du dragueur de mines W 12, arrivant à l'île de Laut à 20h30 le jour suivant. Quittant l'île à minuit le 12 juin, le navire arrivé à 19h20 à l'île de Doangdoangan, où le chasseur de sous-marins auxiliaire Shonan Maru No 1 rejoint le convoi à 21 heures. Le 13 juin à minuit, le convoi quitte l'île de Doangdoangan et à 18h45 arrive dans le canal de Tioro, qu'il quitte à 9h10 le lendemain sans le Shonan Maru No. 1. A six heures du soir, les navires arrivent dans le canal Wowoni, repartent à cinq heures du matin le 15 juin pour arriver à 17h30 à Little Saloe. À neuf heures du matin le 16 juin, le Ikutagawa Maru part pour la côte nord de l'île de Sanana, quittant à 2h30 le 17 juin et arrivant à Namrole, île de Buru (archipel indonésien des Moluques), à 16h30. Le 18 juin, à six heures du matin, le navire quitte Namrole et arrive à Ambon. Le 30 juin à 11 heures, le navire à moteur quitte Ambon en convoi avec le navire marchand Seai Maru et les transports rapides T 101 et T 102, escortés par le torpilleur Kari, le dragueur de mines W 12 et le dragueur de mines auxiliaire Shonan Maru No 2. A 18h50, les navires arrivent à Namrole. Le 1er juillet à 5 heures, le navire quitte Namrole et arrive à Besbias à 19 heures, repartant à 7 heures pour Gule Tosru, où il arrive à 18 heures. Le 3 juillet à 3h20, l'unité quitte Gule Tosru et arrive dans la baie de Laea après 11 heures, reprenant la mer à 6 heures, passant par le canal de Salajar et arrivant à Tandjung Patjiub à 10 heures. À 19 heures le 5 juillet, le convoi quitte Tandjung Patjiub, arrivant deux heures plus tard à Daziandazian, où le Shonan Maru No. 2 se sépare du convoi. Le 7 juillet à 6h50, le Ikutagawa Maru quitte Daziandazian et le 9 juillet à 11h30, il arrive au phare de la Griesse de Surabaya, qu'il quitte le 13 juillet pour arriver à Surabaya.
Le 14 août, à 10 heures, le Ikutagawa Maru quitte Surabaya pour Makassar avec l'unité allemande de la Kriegsmarine Bogota et le transport japonais Kimikawa Maru, escorté par le dragueur de mines W 11. A 20h30, le Bogota et le Kimikawa Maru se séparent du convoi, qui arrive le lendemain à 12h20 au phare de Tanjung Petang, d'où il repart à 21h10, pour arriver à Makassar le 16 août à 18 heures. Le 17 août à 15 heures, le navire quitte Makassar, arrivant à l'île de Pulau Kapapasang six jours plus tard, et arrivant près de Batanga (île de Buton) le 25 août, pour repartir le même jour. À six heures du soir le 26 août, l'unité arrive à Surabaya, qu'elle quitte à 8h33 le 17 septembre. Arrivé à Makassar le 18 septembre à 16h00, le navire à moteur repart le même jour, retournant dans la ville indonésienne et repartant le 20 septembre, pour arriver le 27 septembre dans l'île de Great Deia. Le lendemain, l'unité quitte l'île, arrivant à Surabaya le 30 septembre et repartant le 2 octobre. Arrivé à Makassar deux jours plus tard, le Ikutagawa Maru reprend la mer le 6 octobre, arrivant à Pare-Pare le 8 octobre. Le 11 octobre, le navire quitte Pare-Pare et atteint l'île de Pulau Sagaru, d'où il repart le 12 octobre, à destination de Makassar. Le 14 octobre, le navire quitte Makassar, trois jours plus tard il arrive à Balikpapan, d'où il repart le 21, et le 22, il arrive à Telok Bakong. Le lendemain, il navigue de Telok Bakong à Tandjung Bohe, le jour suivant à Tarakan, le 25 à l'île Langas et le jour suivant à Sandakan (nord-est de Bornéo). Le navire se trouve ensuite à Balewibangan (27 octobre), Kudat (28 octobre), Gaya Bay (non loin d'Api, Malaisie ; 30 octobre), à l'île Labuan (31 octobre) et à Api (1er novembre). Le 4 novembre à 11h55, le Ikutagawa Maru s'échoue au large du cap Agal, à 900 mètres du rocher Batumandi, non loin du banc Bonanza. A 15h30, le navire à moteur parvient à se dégager par ses propres moyens et à rejoindre l'île de Banggi. Le 5 novembre, l'unité quitte l'île de Banggi et atteint l'île de Tanjong Siasib (aujourd'hui Tanjong Sesip), d'où elle part le 6 novembre pour l'île de Langas (nord de Bornéo), où elle arrive le lendemain.
Le 12 janvier 1945, la Task Force 38 de l'US Navy lance l'opération Gratitude: les avions américains attaquent les navires japonais (une quarantaine d'unités sont coulées), les aéroports et les installations terrestres dans le sud-est de l'Indochine. Dans le cadre de cette opération, le Ikutagawa Maru, amarré à la bouée n°19 à Saigon, est touché lors d'un des raids aériens américains et coule à la position géographique de 10° 46′ N, 106° 42′ E (ou 10° 20′ N, 107° 50′ E),,,. L'unité est rayée des tableaux de la marine impériale le 5 février 1945.

## Sources
- (it) Cet article est partiellement ou en totalité issu de l’article de Wikipédia en italien intitulé « Ramb II » (voir la liste des auteurs).